# ميتاباد (محرر نصوص)
ميتاباد هو محرر نصوص مفتوح المصدر و ينتمي إلى عائلة البرمجيات الحرة، مخصص للعمل على أنظمة ميكروسوفت ويندوز بإصداراته (95، 98، ميلينيوم، أن تي، أكس بي، و فيستا)، تم تطويره على يد ألكسندر دافيدسون في العام 1999 بهدف إيجاد بديل لمحرر النصوص نوتباد على منصات ميكروسوفت ويندوز وقد تم توزيعه كمحرر نصوص مجاني في السنوات العشر الأولى من عمره وبتاريخ 20 مارس من العام 2009 تم إخضاع شيفرته المصدرية لشروط رخصة جنو العمومية بنسختها الثالثة.

## المزايا والوظائف
يمتاز ميتاباد بعدد من المزايا والوظائف نسرد منها ما يلي:
- عدم وجود حد لحجم الملف المراد تحريره (فقط في ويندوز 9X).
- دعم ملفات النصوص التي تم إنشائها على نظام يونكس أو الشبيه بيونكس.
- دعم التفاف النصوص في نهايات الأسطر.
- دعم روابط عناوين الموقع.
- دعم نمط الإزاحة التلقائي للسطور المنفردة (لليمين واليسار).
- دعم نمط الإزاحة التلقائي لمجموعة من السطور (لليمين واليسار).
- دعم لغات بشرية لواجهة المستخدم عن طريق إضافة (و اللكنة البريطانية فقط هي المدعومة في اللغة الإنجليزية).
- باستطاعته أن يحل محل نوتباد.

تمت برمجة ميتاباد بلغة سي و باستخدام معايير اَنسي سي وتجدر الإشارة هنا إلى أنه يوجد نسختين منه وهما:
1. النسخة الكاملة: و هي النسخة التي تعتمد برمجية ريتش إديت (RichEdit) و ذلك بهدف دعم عدد أكبر من الوظائف.
2. النسخة الخفيفة (الصغيرة): و هي النسخة التي تحوي عدد أقل من الوظائف إلا أنها أقل استهلاكاً لموارد النظام وأسرع في الإقلاع ومعالجة النصوص.

## وصلات خارجية
- ميتاباد على موقع Open Hub (الإنجليزية)
- صفحة برنامج ميتاباد  على أوبن هب